# Kinnevik
Investment AB Kinnevik mit Hauptsitz in Stockholm ist eine börsennotierte schwedische Beteiligungsgesellschaft, die überwiegend in Risikokapital investiert.
Das Unternehmen wurde 1936 von Hugo Stenberg, Wilhelm Klingspor und Robert von Horn gegründet. Seit dem 1. Januar 2018 ist Georgi Ganev CEO von Kinnevik.

## Beteiligungen
Kinnevik investiert in Unternehmen in Europa und in den USA, die sich in herausfordernden Situationen befinden. Man versteht sich als unternehmerischer Investor, aktiver Eigentümer und Partner, um zusammen mit den Gründern oder bestehenden Eigentümern eine erfolgreiche Entwicklung abzusichern und eine nachhaltige Wertsteigerung zu erzielen. Investitionsschwerpunkt sind Märkte mit Wachstumsaussichten, insbesondere Gesundheit, Software und Klimatechnologie. Es kommen sowohl Produktionsunternehmen als auch Dienstleister infrage.
Kinnevik verwaltete Ende 2023 rund 30 Beteiligungen im Wert von 30,4 Milliarden SEK.